# 市原市立月出小学校
市原市立月出小学校（いちはらしりつ つきでしょうがっこう）は、千葉県市原市月出にかつて存在した公立小学校。2007年（平成19年）3月31日をもって閉校した。

## 概要
市原市南部の加茂地区に位置する。明治時代初期に開校した歴史のある小学校である。平地から離れた集落にあったために児童数が減少しても併合をせずに、児童数がゼロになった2006年（平成18年）3月31日をもって休校、翌年2007年（平成19年）3月31日で閉校となり、翌4月1日より市原市立白鳥小学校に併合された。閉校後は「月出工舎」として活用されている。

## 沿革

### 概歴
1873年（明治6年）に上総国市原郡月出村86番地の仮校舎にて月出小学校として開校した。 1890年（明治33年）に月出字下畑に移転している。1941年（昭和16年）に国民学校令により月出国民学校に改称、1947年（昭和22年）には学校教育法施行により里見村立月出小学校となり、敷地内に里見村立月出中学校を併設した。その後は市町村合併などで1954年（昭和29年）には加茂村立月出小学校、1967年（昭和42年）に現校名である市原市立月出小学校に改称した。しかし、2006年（平成18年）末に在校児童数ゼロとなり、翌2007年（平成19年）3月末日をもって閉校した。閉校時点で創立から134年経過していた。

### 沿革
- 1873年（明治6年） - 月出小学校開校[2]。
- 1941年（昭和16年） - 月出国民学校に改称[2]。
- 1947年（昭和22年）4月1日 - 里見村立月出小学校に改称[2]。
- 1954年（昭和29年）1月15日 - 加茂村立月出小学校に改称[2]。
- 1967年（昭和42年）10月1日 - 市原市立月出小学校に改称[2]。
- 2006年（平成18年）3月31日 - 児童数がこの日限りで0名となり、翌日より休校[2][4]。
- 2007年（平成19年）3月31日 - 閉校[2]。

## 校則

### 校歌
- 作詞：宗政秀治[5]
- 作曲：斉藤秀雄[5]

## 通学区域
閉校のため学区なし

## 中学校区
1947年度 - 1954年度1月14日
- 里見村立月出中学校

1954年1月15日 - 1967年3月31日
- 加茂村立月出中学校

1967年4月1日 - 1967年9月30日
- 加茂村立加茂中学校

1967年10月1日 - 2007年3月31日
- 市原市立加茂中学校

## アクセス
- 上総大久保駅から徒歩約110分
- 養老渓谷駅から徒歩約140分